# Marco Torrieri
Marco Torrieri (Monterotondo, 14 maggio 1978) è un ex velocista italiano, cinque volte sul podio con la staffetta 4×100 metri in manifestazioni internazionali.

## Biografia
Inizia a praticare L'Atletica Leggera nel 1997.
Partecipa a 2 Giochi Olimpici, Sydney 2000 e Atene 2004.
Sfiora la finale ai Campionati mondiali di atletica leggera di Edmonton nel 2001. Si classifica 5º con 21"68 sui 200 m nella finale dei Campionati mondiali di atletica leggera indoor di Birmingham 2003 e 6º nella finale dei 200 m con il tempo di 20"68 agli Europei di Monaco 2002.

## Palmarès
| Anno | Manifestazione          | Sede       | Evento      | Risultato        | Prestazione | Note                          |
| ---- | ----------------------- | ---------- | ----------- | ---------------- | ----------- | ----------------------------- |
| 2001 | Mondiali                | Edmonton   | 200 m piani | Semifinale       | 20"38       | Miglior prestazione personale |
| 2001 | Mondiali                | Edmonton   | 4×100 m     | Semifinale       | 38"71       |                               |
| 2001 | Giochi del Mediterraneo | Tunisi     | 4×100 m     | Oro              | 39"14       |                               |
| 2002 | Europei                 | Monaco     | 200 m piani | 6º               | 20"68       |                               |
| 2002 | Europei                 | Monaco     | 4×100 m     | Finale           | dnf         |                               |
| 2003 | Mondiali indoor         | Birmingham | 200 m piani | 5º               | 21"68       |                               |
| 2004 | Giochi olimpici         | Atene      | 200 m piani | Quarti di finale | 20"89       |                               |
| 2004 | Giochi olimpici         | Atene      | 4×100 m     | Batteria         | 38"79       |                               |
| 2005 | Giochi del Mediterraneo | Almería    | 100 m piani | Bronzo           | 10"46       |                               |
| 2005 | Giochi del Mediterraneo | Almería    | 4×100 m     | Oro              | 39"13       |                               |

## Campionati nazionali
- 1 volta campione italiano assoluto dei 200 m piani (2001)
- 2 volte campione italiano assoluto indoor dei 200 m piani (2000, 2003)

2000
- Oro ai campionati italiani assoluti indoor (Genova), 200 m piani - 21"15

2001
- Oro ai campionati italiani assoluti (Catania), 200 m piani - 20"64

2003
- Oro ai campionati italiani assoluti indoor (Genova), 200 m piani - 20"78

2008
- Argento ai campionati italiani assoluti, staffetta 4x100 m - 41"07